# Stara Synagoga w Dreźnie
Stara Synagoga w Dreźnie (niem. Alte Synagoge) – została zbudowana w latach 1839–1840, według planów niemieckiego architekta Gottfrieda Sempera.
Synagoga została spalona podczas nocy kryształowej, w listopadzie 1938 roku.
Na jej miejscu w 2001 roku wybudowano nowoczesną nową synagogę.